# Olaf Bartels (Architekturhistoriker)
Olaf Bartels (* 1959) ist ein deutscher Architekturhistoriker und Architekturkritiker.

## Leben
Bartels studierte Architektur an der Hochschule für bildende Künste Hamburg, wo er 1987 seine Diplomprüfung ablegte. Seitdem arbeitet er als Autor, Redakteur, Kurator und Moderator, mit zahlreichen Buch- und Zeitschriftenveröffentlichungen sowie Forschungen zur zeitgenössischen und historischen Architektur und Stadtentwicklung in Deutschland und in der Türkei. Er lehrte an Hochschulen in Berlin, Braunschweig, Hamburg, Istanbul und Ankara. Bartels ist Mitglied der Deutschen Akademie für Städtebau und Landesplanung (DASL) und Lehrbeauftragter an der HafenCity Universität Hamburg.

## Veröffentlichungen (Auswahl)

### Als Autor
- Altonaer Architekten – Eine Stadtbaugeschichte in Biographien. Junius, Hamburg 1997, ISBN 3-88506-269-0.
- Der Circusbau Krone und der Baumeister Ludwig Galitz. Dölling und Galitz, Hamburg 1999, ISBN 3-930802-82-1.
- Der Architekt Hermann Willebrand 1816–1899. Hrsg. vom Staatlichen Museum Schwerin und der Architektenkammer Mecklenburg-Vorpommern. Dölling und Galitz, Hamburg 2001, ISBN 3-933374-82-0.
- Architekturführer Mecklenburg-Vorpommern 2006. Architektenkammer Mecklenburg-Vorpommern, Schwerin 2006, ISBN 3-00-018769-3.
- (mit Holmer Stahncke) Werner Jakstein. Die bauliche Entwicklung der Stadt Altona. Rainville Edition, Hamburg 2019, ISBN 978-3-00-063258-7.

### Als Herausgeber
- Rudolf Lodders: Schriften zum Neuaufbau 1946–1971. Christians, Hamburg 1989, ISBN 3-7672-1075-4.
- Die Architekten Langmaack. Planen und Bauen in 75 Jahren. Dölling und Galitz, Hamburg 1998, ISBN 3-930802-80-5.